# Tremolo (musica)
In musica, il tremolo è la variazione periodica dell'ampiezza (intensità) di un suono. 
Spesso usato come registro per il recitativo degli organi, allo scopo di fornire un timbro malinconico all'esecuzione.
Viene comunemente confuso con il vibrato, il quale è la variazione dell'intonazione del suono. Tale confusione nacque quando la Fender mise in produzione la sua famosa chitarra elettrica Stratocaster, dotata di un innovativo ponte mobile che produce un effetto vibrato definito erroneamente da Fender "synchronized tremolo system" (ponte tremolo sincronizzato). Successivamente, sempre la Fender, produsse degli amplificatori per chitarra con effetto tremolo incorporato chiamato erroneamente vibrato. Tuttavia, pur essendo errato, nel linguaggio comune ci si riferisce al ponte semplicemente come tremolo.